# Johann Gottlieb Nörrenberg
Johann Gottlieb Christian Nörrenberg, född 11 augusti 1787 i Pustenbach (tillhör numera Bergneustadt), död 20 juli 1862 i Stuttgart, var en tysk fysiker, som 1833–51 var professor i fysik vid Tübingens universitet. Han är känd för konstruktionen av ett polarisationsinstrument.
I många källor skrivs fysikerns efternamn med "m" istället för "n", det vill säga "Nörremberg" istället för "Nörrenberg". Detta gäller även källor som publicerats kort efter hans död.

## Biografi

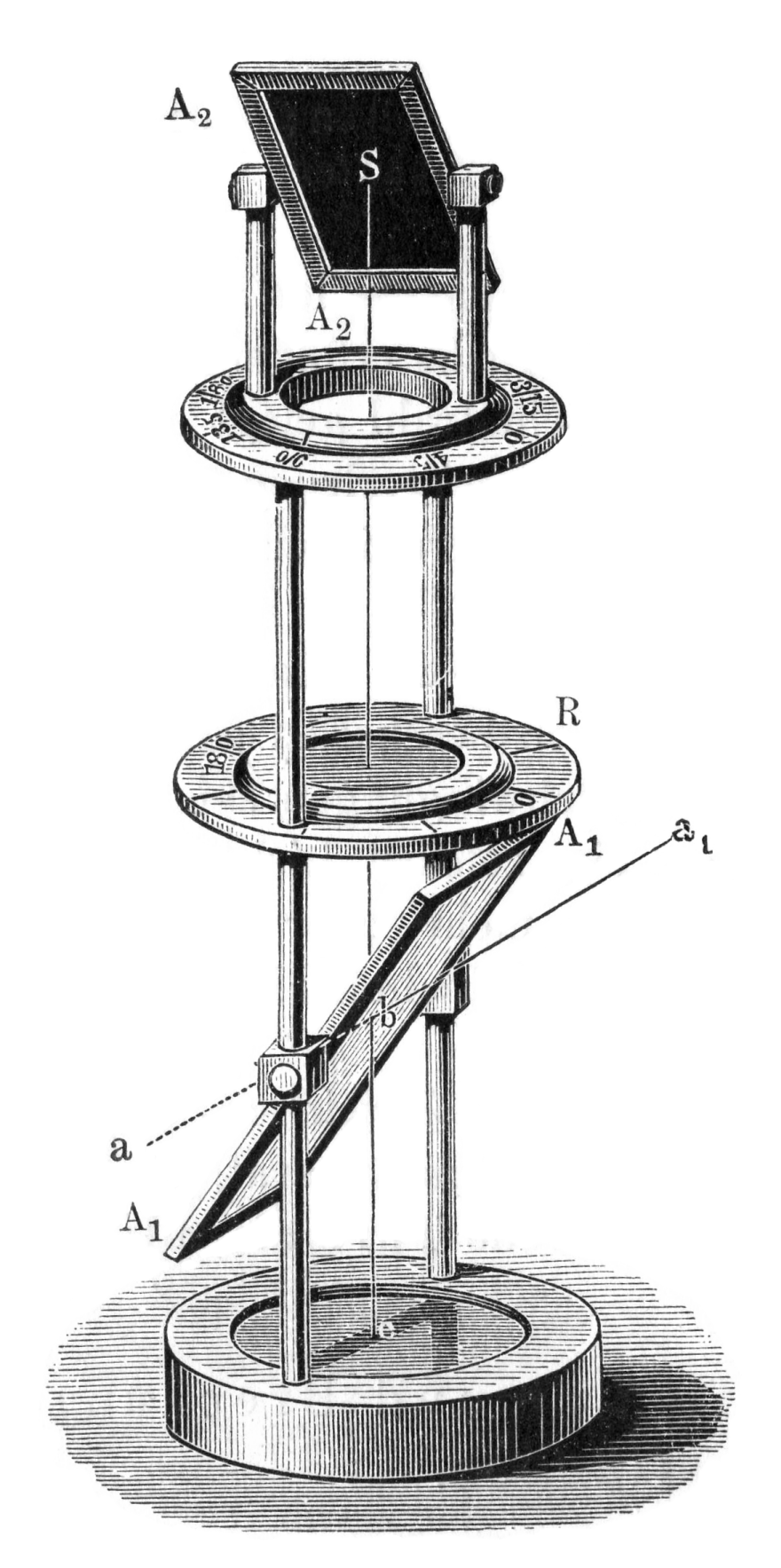
Nörrenbergs polarisationsapparat

Nörrenberg, son till Wilhelm Nörrenberg och Maria Magdalena född Hollmann, kom till närliggande Gummersbach vid 14 års ålder som assistent. Genom självstudier med hjälp av en lärobok i matematik fick han så goda kunskaper inom detta område, att han 1812-1813 kunde arbeta som lantmätare i den statliga kartläggningen av Westfalen. Från 1822 utsågs han i Darmstadt som professor i matematik vid Großherzoglichen Militärakademie.
Efter sin pensionering 1851 bodde Nörrenberg i Stuttgart och dog där den 20 juli 1862. 

## Vetenskapligt arbete
Under en treårig vistelse i Paris från 1829 till 1832 utökade han sina kunskaper inom fysik och kemi. År 1833 efterträdde han Johann Gottlieb Friedrich von Bohnenberger som professor i fysik, matematik och astronomi vid universitetet i Tübingen och var chef för Tübingens observatorium. Han arbetade då vidare med astronomi och optik och konstruerade observationsinstrument. En polariseringsapparat utvecklad av honom blev hans tids standardinstrument. 
Nörrenberg, som var mycket praktisk, konstruerade en mängd olika utrustningar, bland annat en kaffemaskin. Till sina optiska instrument slipade han linserna själv. Kort efter publiceringen av Daguerres uppfunna process av fotografier på silverpläterade kopparplattor (daguerreotyp) i augusti 1839 tog Nörrenberg sådana fotografier, varav ett nu finns på Stadtmuseum Tübingen.
Nörrenberg var medlem i Gesellschaft Deutscher Naturforscher und Ärzte.